# Angina (canción)
«Angina» es un sencillo de la banda gótica noruega Tristania, publicado bajo la etiqueta Napalm Records el 18 de mayo de 1999, alrededor de cuatro meses antes de la salida de su segundo álbum de estudio, Beyond the Veil. 
Fue compuesta por Morten Veland, quien además interpreta la voz gutural y la guitarra.
La versión del álbum es ligeramente diferente a la lanzada como sencillo, debido a la edición de ciertos segmentos instrumentales.
El sencillo además incluye una versión más corta de "Opus Relinque" y un tema hasta entonces inédito, "Saturnine".
Las tres canciones  también se incluyeron en las recopilaciones Midwintertears/Angina (2001) y Midwinter Tears (2005).

## Lista de canciones
1. «Angina» (single edit) - 4:19 (Music & Lyrics:M.Veland)
2. «Opus Relinque» (radio edit) - 5:02 (Music:E.Moen/A.H.Hidle & Lyrics:E.Moen)
3. «Saturnine» - 2:02 (Music & Lyrics: Moen, Tristania, Veland)

## Créditos

### Tristania
- Vibeke Stene - Vocales femeninos y coros
- Morten Veland - Voz gutural, guitarra y coros
- Anders H. Hidle - Guitarra y coros
- Rune Østerhus - Bajo
- Einar Moen - Sintetizadores y programación
- Kenneth Olsson - Batería y coros

### Miembros de sesión
- Pete Johansen - Violín
- Hilde T. Bommen, Maiken Stene, Sissel B. Stene, Jeanett Johannessen, Rino A. Kolstø – Coros